# Colonia Linda Vista, Guerrero
Colonia Linda Vista är en ort i Mexiko.   Den ligger i kommunen Malinaltepec och delstaten Guerrero, i den sydöstra delen av landet, 250 km söder om huvudstaden Mexico City. Colonia Linda Vista ligger 1 792 meter över havet och antalet invånare är 174.
Terrängen runt Colonia Linda Vista är huvudsakligen kuperad, men norrut är den bergig. Runt Colonia Linda Vista är det ganska glesbefolkat, med 23 invånare per kvadratkilometer. Närmaste större samhälle är Malinaltepec, 0,93 km nordost om Colonia Linda Vista. I omgivningarna runt Colonia Linda Vista växer i huvudsak städsegrön lövskog.